# Етисхајм
Етисхајм (њем. Ötisheim) општина је у њемачкој савезној држави Баден-Виртемберг. Једно је од 28 општинских средишта округа Енцкрајс. Према процјени из 2010. у општини је живјело 4.857 становника. Посједује регионалну шифру (AGS) 8236050.

## Географски и демографски подаци
Етисхајм се налази у савезној држави Баден-Виртемберг у округу Енцкрајс. Општина се налази на надморској висини од 243 метра. Површина општине износи 14,3 km². У самом мјесту је, према процјени из 2010. године, живјело 4.857 становника. Просјечна густина становништва износи 341 становника/km².

## Међународна сарадња
| Мјесто | Држава    | Врста сарадње | Од    |
| ------ | --------- | ------------- | ----- |
|        | Француска | партнерство   | 1994. |
|        | Француска | партнерство   | 1994. |
|        | Француска | партнерство   | 1994. |
|        | Француска | партнерство   | 1994. |
|        | Француска | партнерство   | 1994. |
| Извор  |           |               |       |